# Kosy (Bartoszyce)
Pour l’article homonyme, voir Kosy (Poméranie).
Kosy est un village polonais de la voïvodie de Varmie-Mazurie, dans le powiat de Bartoszyce.

## Histoire
Le village portait avant 1945 le nom allemand de Quossen et faisait partie du territoire allemand de la Prusse orientale.